# Cross Compliance
Cross Compliance (übersetzbar als „übergreifende Regeltreue“, im deutschsprachigen Raum auch als „anderweitige Verpflichtungen“ bezeichnet; Akronym: CC) ist die Bindung der Auszahlung öffentlicher Gelder, insbesondere von Agrarsubventionen, an die Einhaltung rechtlicher oder ethischer Standards aus Bereichen außerhalb des erklärten vorrangigen Zweckes dieser Fördermittel.
Cross Compliance wird seit Mitte der 1980er Jahre in der Agrarpolitik vieler Industrieländer zunehmend zur Voraussetzung für den Erhalt von Prämien, die zunächst Zwecken wie der Steigerung von Produktion oder Konkurrenzfähigkeit, der Preis- und Marktregulierung oder Wirtschaftskraft dienten.

## Einführung in der Europäischen Gemeinschaft
Im Bereich der Gemeinsamen Agrarpolitik (GAP) der Europäischen Gemeinschaft kamen Cross-Compliance-Bestimmungen mit den Reformen der Agenda 2000 und den Luxemburger Beschlüssen von 2003 verstärkt zum Einsatz, d. h. die Gewährung von Prämienzahlungen wurde zunehmend an die Einhaltung anderweitiger Verpflichtungen geknüpft. Insbesondere mit den Reformen 2003 wurden die Bestimmungen verschärft und von Umweltstandards auf die Bereiche Lebensmittel- und Futtermittelsicherheit, Tiergesundheit und Tierschutz ausgedehnt. Zugleich dienen Cross-Compliance-Verpflichtungen der Legitimation von Subventionen heimischer Wirtschaft, da das damit im internationalen Vergleich höhere Schutzniveau höhere Erzeugungskosten bedeute und diese Benachteiligung gegenüber Konkurrenten aus Drittstaaten durch Direktzahlungen auszugleichen sei.
Seit dem 1. Januar 2005 ist der Erhalt von Agrarfördermitteln an die Erfüllung von Cross-Compliance-Vorgaben gekoppelt. Die landwirtschaftlichen Betriebe werden zu einem gewissen Prozentsatz jedes Jahr kontrolliert.
Diese Vor-Ort-Kontrollen fokussieren u. a. die Einhaltung folgende Bereiche:
- Tierkennzeichnung
- Nitrat-Richtlinie
- Vogelschutz-Richtlinie
- Fauna-Flora-Habitat-Richtlinie
- Erhalt von Landschaftselementen (z. B. Feuchtgebiete)

Cross Compliance ergibt sich aus den sogenannten Grundanforderungen an die Betriebsführung und den Standards zur Erhaltung landwirtschaftlicher Nutzflächen in gutem landwirtschaftlichem und ökologischem Zustand.

## Cross-Compliance-Vorschriften der Europäischen Union, Förderperiode 2014–2020
Seit 1. Januar 2014 sind anderweitige Verpflichtungen einzuhalten, die sich (2015 und 2016 ergänzt um Regelungen  zur Erhaltung von Grünland (Greening)) zusammensetzen aus
- 13 Grundanforderungen an die Betriebsführung (GAB), die sich aus Unionsrecht ergeben, und
- 7 Standards für die Erhaltung von Flächen in gutem landwirtschaftlichem  und ökologischem Zustand (GLÖZ), die national näher definiert sind.[7]

Es sind Regelungen aus den drei Bereichen:

### Umweltschutz, Klimawandel und guter landwirtschaftlicher Zustand der Flächen
- zum Gewässerschutz betreffend
  - GAB 1: den Schutz vor Nitratverunreinigung (Nitratrichtlinie),
  - GLÖZ 1: Pufferzonen an Wasserläufen,
  - GLÖZ 2: Genehmigungsvorschriften für die Wasserentnahme zur Bewässerung und
  - GLÖZ 3: den Schutz des Grundwassers vor weiteren Schadstoffen,
- zum Bodenschutz betreffend
  - GLÖZ 4: Bodenbedeckung,
  - GLÖZ 5: Bodenerosion und den
  - GLÖZ 6: Erhalt organischer Substanz,
- zur Biodiversität aus der
  - GAB 2: Vogelschutzrichtlinie und der
  - GAB 3: FFH-Richtlinie und
- zur Landschaftspflege (GLÖZ 7)

### Gesundheit von Mensch, Tier und Pflanze
- zur Lebensmittelsicherheit aus der Verordnung (EG) Nr. 178/2002 (GAB 4) und der Richtlinie 96/22/EG (GAB 5, also zu Stoffen mit pharmakologischer Wirkung),
- zur Kennzeichnung und Registrierung von Schweinen (GAB 6), Rindern (GAB 7) und Schafen und Ziegen (GAB 8),
- zum Schutz vor Tierseuchen, konkret TSE (GAB 9) und über
- Verbote für Pflanzenschutzmittel (GAB 10), und

### Tierschutz
zum Schutz landwirtschaftlicher Nutztiere (GAB 13), insbesondere gerichtet an Züchter von Kälbern (GAB 11) und Schweinen (GAB 12).

## Kontroll- und Sanktionssystem
Kontrollen dieser Cross-Compliance-Regelungen erfolgen systematisch aufgrund von Risikoanalysen bei jährlich mindestens 1 % der Begünstigten, durch so genannte Anlasskontrollen und über die Mitteilung von Verstößen durch Dritte wie die Veterinär- oder Umweltbehörden.
Werden die festgelegten Verpflichtungen nicht erfüllt, kommt es je nach Schwere, Ausmaß, Dauer oder Häufigkeit des Verstoßes zur Kürzung von bis zu 100 Prozent der Beihilfezahlungen für ein oder mehrere Kalenderjahre. Dazu werden die Verstöße der unterschiedlichen Bereiche als leicht, mittel oder schwer gewichtet, als vorsätzlich oder fahrlässig bewertet und außerdem hängt die Sanktion davon ab, ob es ein erster oder wiederholter Verstoß war. Während es bei fahrlässigen Verstößen zu einer Kürzung von ca. 1 bis 5 % (Kappungsgrenze für alle Bereiche), im Wiederholungsfall von bis zu 15 % einer beantragten Subvention kommen kann, beträgt sie bei einem vorsätzlichen Verstoß mittlerer Schwere in der Regel 20 %, bei besonders schweren wiederholten Verstößen bis zu 100 %. Der Prüfende hat dabei aber ein Ermessen. Zu einer Kürzung der Prämie kommt es nur, wenn die Prüfung im Jahr der Bewilligung der beantragten Prämie erfolgt.
Die Ergebnisse der so genannten Cross-Compliance-Vor-Ort-Kontrollen werden in der zentralen Datenbank in München erfasst. Es ist geplant, hier eine zentrale InVeKoS-Datenbank aufzubauen, die ihren Ursprung in der Rinderdatenbank der Bundesrepublik Deutschland hat. Die gesetzliche Umsetzung erfolgte durch ein InVeKoS-Daten-Gesetz (InVeKoSDG).
Die Umsetzung von Cross Compliance in Deutschland erfolgt durch das Agrarzahlungen-Verpflichtungengesetz (AgrarZahlVerpflG) und die Agrarzahlungen-Verpflichtungenverordnung – AgrarZahlVerpflV.
In diesem Rahmen wird auch auf die Erhaltung der organischen Substanz im Boden Wert gelegt (GLÖZ 6). Wenn ein Betrieb auf seinen Ackerflächen mindestens drei Kulturen mit mindestens einem Anteil von jeweils 15 % anbaut, gelten die Anforderungen an die Erhaltung des Humusgehaltes als erfüllt. Ist dies nicht der Fall, gibt es zwei Möglichkeiten: Entweder wird vom landwirtschaftlichen Betrieb jährlich bis zum 31.03. des Folgejahres eine Humusbilanz gerechnet oder es wird alle 6 Jahre der Humusgehalt auf allen Schlägen ab einer Größe von 1 ha durch eine Bodenuntersuchung bestimmt. In Abhängigkeit vom Tongehalt gelten dabei folgende Grenzwerte:
Tongehalt bis 13 %: Humusgehalt über 1,0 %,
Tongehalt über 13 %: Humusgehalt über 1,5 %